# Vigintisexviri
Vigintisexviri (sing. vigintisexvir) e più tardi vigintiviri erano un collegio (collegium) di magistrati minori (magistratus minores) nella Repubblica romana; il nome letteralmente significa Ventisei uomini.
La sua composizione era costituita da:
- triumviri capitales, che aiutavano il pretore nei processi delle pene capitali;[1][3]
- triumviri monetales, preposti al funzionamento ed al controllo della zecca;[1][3]
- quattuorviri viarum curandarum (per la manutenzione delle strade urbane);[1][3][4]
- decemviri (st)litibus iudicandis, che collaboravano con il pretore nelle cause civili, sorteggiati per far parte dei centumviri;[1][3]
- quattro praefecti Capuam Cumas inviati in Campania a Capua e Cuma per amministrarvi la giustizia.
- due duoviri viis extra urbem purgandis, per la manutenzione delle strade extraurbane.

Nella repubblica la condizione necessaria per accedere al cursus honorum (come prima carica per i figli dei senatori), era l'aver precedentemente rivestito le cariche di minore responsabilità che facevano parte del Vigintisexvirato che quindi serviva da primo scalino ai figli dei senatori per iniziare la carriera politica:  ad esempio Gaio Giulio Cesare ebbe l'incarico di curator viarum e restaurò parti della Via Appia.
Nel 13 a.C., tuttavia il Senato approvò un senatus consultum che riservava l'oramai ridotto vigintivirato all'ordine equestre. Ottaviano Augusto abolì i due curatori delle strade extraurbane (duoviri viis extra urbem purgandis) ed i quattro prefetti Campani (praefecti Capuam Cumas), cambiando così i vigintisexviri in vigintiviri (venti uomini).